# Franklin Franco Pichardo
Franklin Franco Pichardo (Santiago de los Caballeros, 14 de noviembre de 1936 - Santo Domingo, 15 de junio de 2013) fue un historiador, sociólogo, profesor y político dominicano.
A temprana edad tuvo que exiliarse del país, debido a su repudio a la tiranía de Trujillo y la persecución desatada por dicho régimen en su contra. Durante este exilio residió en Puerto Rico, Venezuela, Cuba, Estados Unidos y México. Tras el asesinato de Trujillo regresó al país en 1962, integrándose al cuerpo docente del Instituto de Ciencias Sociales y Planificación y a las actividades políticas partidistas. Ha sido profesor de Historia y Sociología, Director de Investigaciones Científicas de la Universidad Autónoma de Santo Domingo y editor de la Enciclopedia Dominicana. Profesor invitado en universidades de Estados Unidos, América Latina y Europa. En 1966 obtuvo el Premio de Ensayo Casa de Las Américas, en Cuba, con la obra «República Dominicana: clases, crisis y comandos». Su investigación continua lo sitúa como una figura importante de la historiografía moderna y del ensayo político en el país.